# Hans Baschang
Hans Volker Baschang (* 15. April 1937 in Karlsruhe; † 24. Juni 2017 in München) war ein deutscher Maler, Zeichner, Bildhauer und Hochschullehrer.

## Leben und Werk
Baschang studierte von 1957 bis 1961 an der Staatlichen Akademie der Bildenden Künste Karlsruhe bei Herbert Kitzel und Fritz Klemm. 1962 erhielt er ein Stipendium an der Académie des Beaux-Arts in Paris, 1966 ein Arbeitsstipendium an der Villa Romana in Florenz und 1970 ein Stipendium an der Villa Massimo in Rom. 1971 erhielt Baschang einen Lehrauftrag an der Fachhochschule für Gestaltung in Pforzheim, 1972 bis 1973 eine Gastdozentur an der Staatlichen Akademie der Bildenden Künste in Karlsruhe und 1974 eine Dozentur an der Fachhochschule für Gestaltung in Pforzheim. Von 1975 bis 2002 übernahm er eine Professur an der Akademie der Bildenden Künste München. Seit 1997 war er Mitglied der Bayerischen Akademie der Schönen Künste in München. Er lebte und arbeitete in München und Joshofen bei Neuburg an der Donau. Zu seinen Schülern zählen u. a. Stephan Dillemuth, Lisa Endriß, Andy Hope 1930, Jochen Klein, Hans-Peter Porzner, Werner Pokorny und Karl Schleinkofer.
Nach Günther Wirth nahm er „in seine frühen Arbeiten informelle Tendenzen auf, die aber schnell auf Figuration abzielen. Kaum als solche identifizierbare, in sich strukturierte, aber doch kompakte Körper erstrecken sich auf den zwischen 1961 und 1964 entstandenen Arbeiten über die ganze Bildfläche als riesige Torsi. Ab 1965 wurde die menschliche Gestalt technisiert.“
Baschang starb im Juni 2017 im Alter von 80 Jahren.

## Ausstellungen (Auswahl)
- 1970: Prisma ‘70. 18. Ausstellung des Deutschen Künstlerbundes, Rheinisches Landesmuseum Bonn, Bonn[4]
- 1970; Galerie Charles Lienhard, «Walter Kretz und Hans Baschang», Basel, Schweiz
- 1981/1982: Neue Zeichnungen. Galerie am Promenadeplatz, München
- 1982: Zeichnungen 1981/82. Galerie am Promenadeplatz, München

## Auszeichnungen
- 1966: Villa-Romana-Preis
- 1970: Villa-Massimo-Preis
- 2002: Bundesverdienstkreuz 1. Klasse

## Öffentliche Sammlungen
- Städtische Galerie Pforzheim
- Staatliche Graphische Sammlung München